# Altenbergen (Marienmünster)
Altenbergen ist ein Ortsteil der Stadt Marienmünster im Kreis Höxter, Nordrhein-Westfalen. In Altenbergen leben (Stand Januar 2020) 450 Einwohner.

## Geschichte
Altenbergen ist vermutlich zur Zeit von Kaiser Karl dem Großen (748–814) gegründet worden. Sankt Martin war der Nationalheilige der Franken und die Kirche in Altenbergen wurde ihm geweiht. Altenbergen fand die erste urkundliche Erwähnung im Archidiakonatsverzeichnis, das den Pfarrort als zum Sitz Steinheim gehörend ausweist. Im Jahr 1324 wurde die Pfarrei Altenbergen von Bischof Bernhard V. von Paderborn an das Benediktinerkloster Marienmünster übergeben. Im 14. und 15. Jahrhundert wurde Altenbergen wiederholt von Räuberbanden überfallen, von durchziehenden Truppen geplündert und von der Bevölkerung verlassen. Am Ende des 15. Jahrhunderts stand in Altenbergen nur noch die alte Kirche. Erst im folgenden Jahrzehnt wurde der Ort neu besiedelt und entwickelte sich zum Dorf. Zur gleichen Zeit traten die Bewohner Altenbergens unter dem Einfluss der Herren von Haxthausen zum lutherischen Bekenntnis über, doch schon 1617 vertrieben sie den lutherischen Pastor und wurden wieder katholisch.
Im Dreißigjährigen Krieg (1618–1648) hatte Altenbergen unter Einquartierungen, Plünderungen und Zerstörungen fremder Truppen stark gelitten. Pfarrer Liberius Maus ließ 1662 das im Krieg zerstörte Pfarrhaus neu errichten, musste sich jedoch beim Bau einer Schule gegen den Willen der Bewohner durchsetzen. Wie viele Orte in der Region wurde auch Altenbergen von Feuersbrünsten heimgesucht. Im Jahr 1617 brannten 33 Häuser ab und am Passionssonntag 1781 kam es zu einem Brand, dem das Pfarrhaus und sieben weitere Häuser zum Opfer fielen. Die aus dem 13. Jahrhundert stammende alte Kirche war so massiv gebaut, dass sie alle Feuersbrünste überstand. Man riss sie erst 1899 ab und baute eine neue Kirche, die allerdings schon 1961 wegen Baufälligkeit ebenfalls abgerissen werden musste. Ein neuerbautes Gotteshaus wurde noch im gleichen Jahr von Weihbischof Nordhus geweiht. Von 1908 bis 1911 entstand das historische Windrad östlich von Altenbergen und diente bis 1959/60 zur Versorgung der Bewohner mit Frischwasser. Es ist ein Wahrzeichen des Ortes und darüber hinaus ein bedeutendes technisches Denkmal. Seit 1988 ist das Windrad wieder in Betrieb genommen und wird heute zur Speisung des Dorfteiches in Altenbergen genutzt.
Altenbergen gehörte bis zu den Napoleonischen Kriegen zur Gografschaft Brakel im Hochstift Paderborn. Im Königreich Westphalen bildete Altenbergen von 1807 bis 1813 eine Gemeinde im Kanton Vörden des Distrikts Höxter im Departement der Fulda und fiel dann an Preußen. 1816 kam die Gemeinde zum neuen Kreis Höxter, in dem sie zum Amt Vörden gehörte. Altenbergen wurde am 1. Januar 1970 durch das Gesetz zur Neugliederung des Kreises Höxter vom 2. Dezember 1969 mit den anderen zwölf Gemeinden des Amtes Vörden zur Stadt Marienmünster zusammengeschlossen.

## Politik
Laut Hauptsatzung der Stadt Marienmünster vom 3. Februar 2005 wird in Altenbergen ein aus fünf Mitgliedern bestehender Ortsausschuss gebildet. Der Vorsitzende des Ortsausschusses ist derzeit Klaus-Peter Gosse (CDU).

## Kultur
Seit 2018 findet in Altenbergen alljährlich das Hardrock- und Metal-Festival RockNRevel mit erstklassigen international tourenden und talentierten heimischen Bands statt.

## Galerie

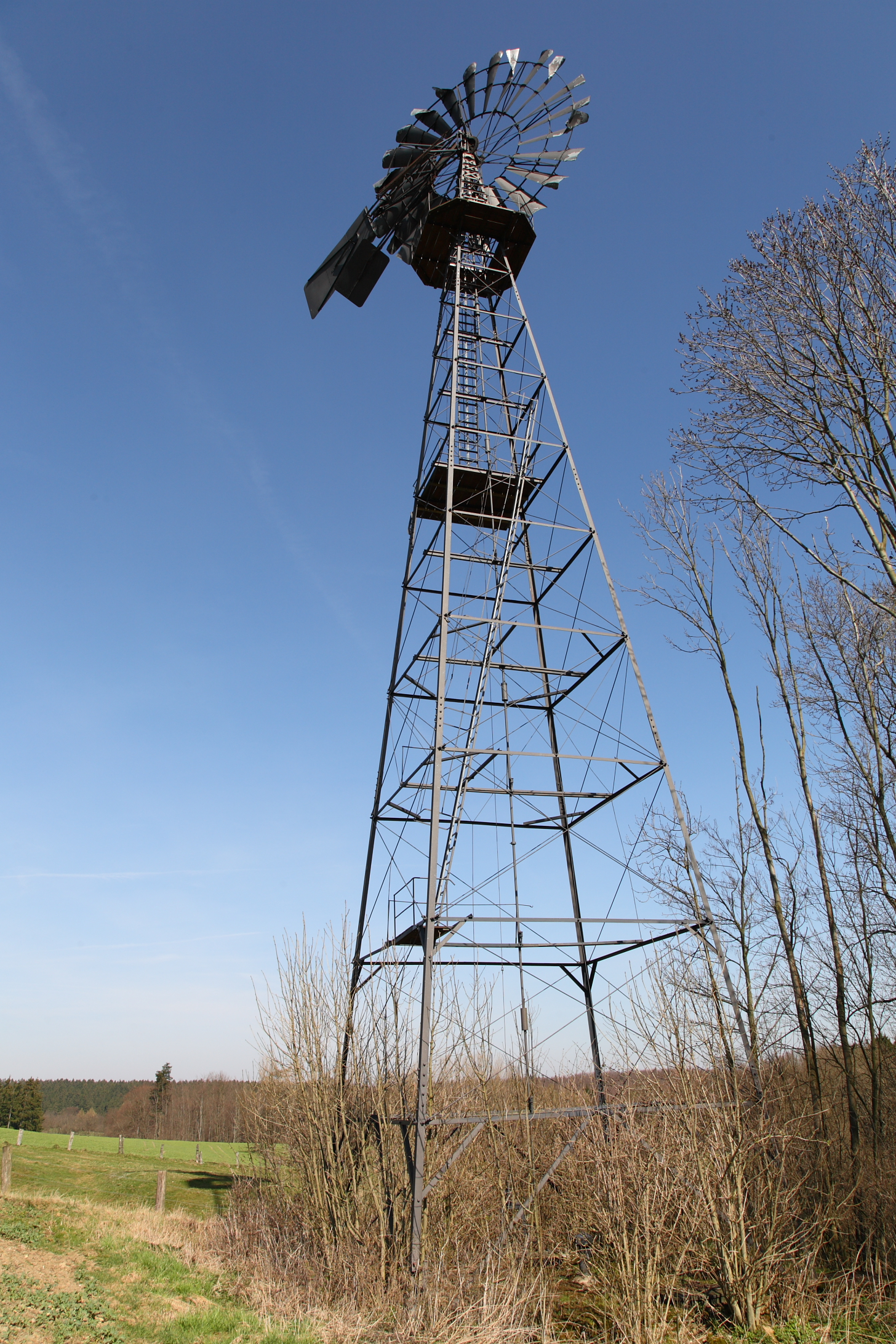
Windrad von Altenbergen – ein Wahrzeichen des Ortes
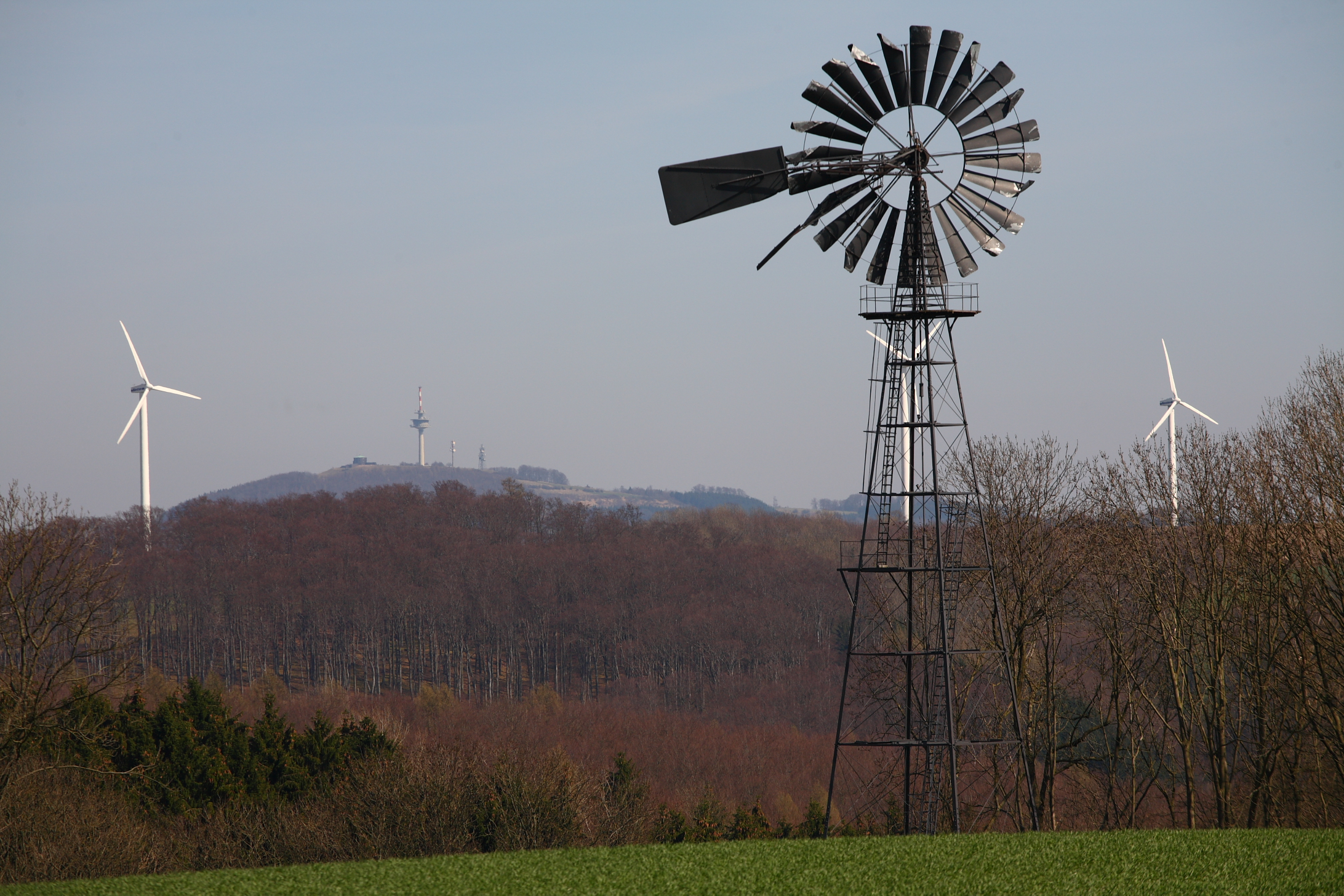
Windrad von Altenbergen – ein Wahrzeichen des Ortes; mit Blick auf den Köterberg
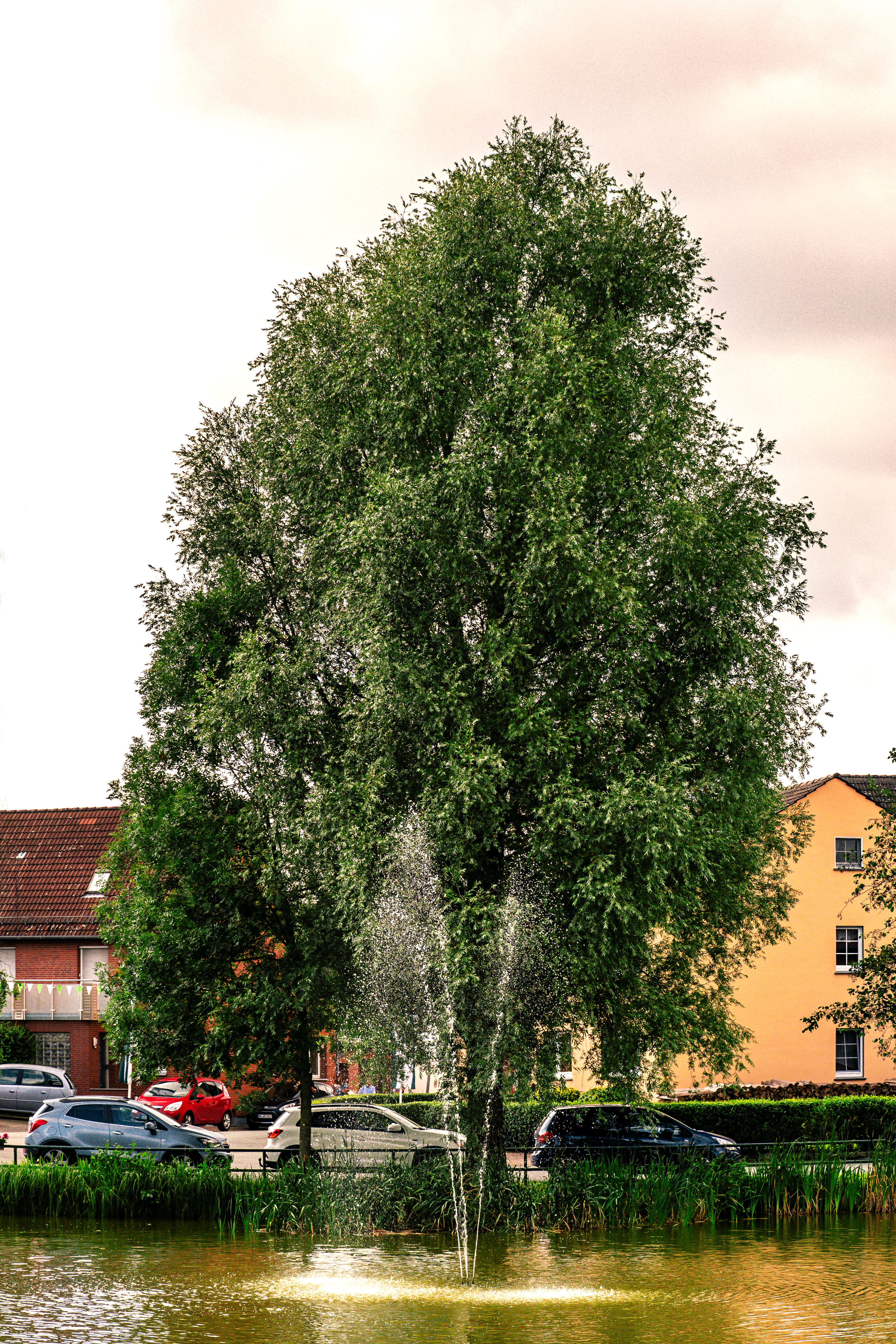
Dorfteich in Altenbergen
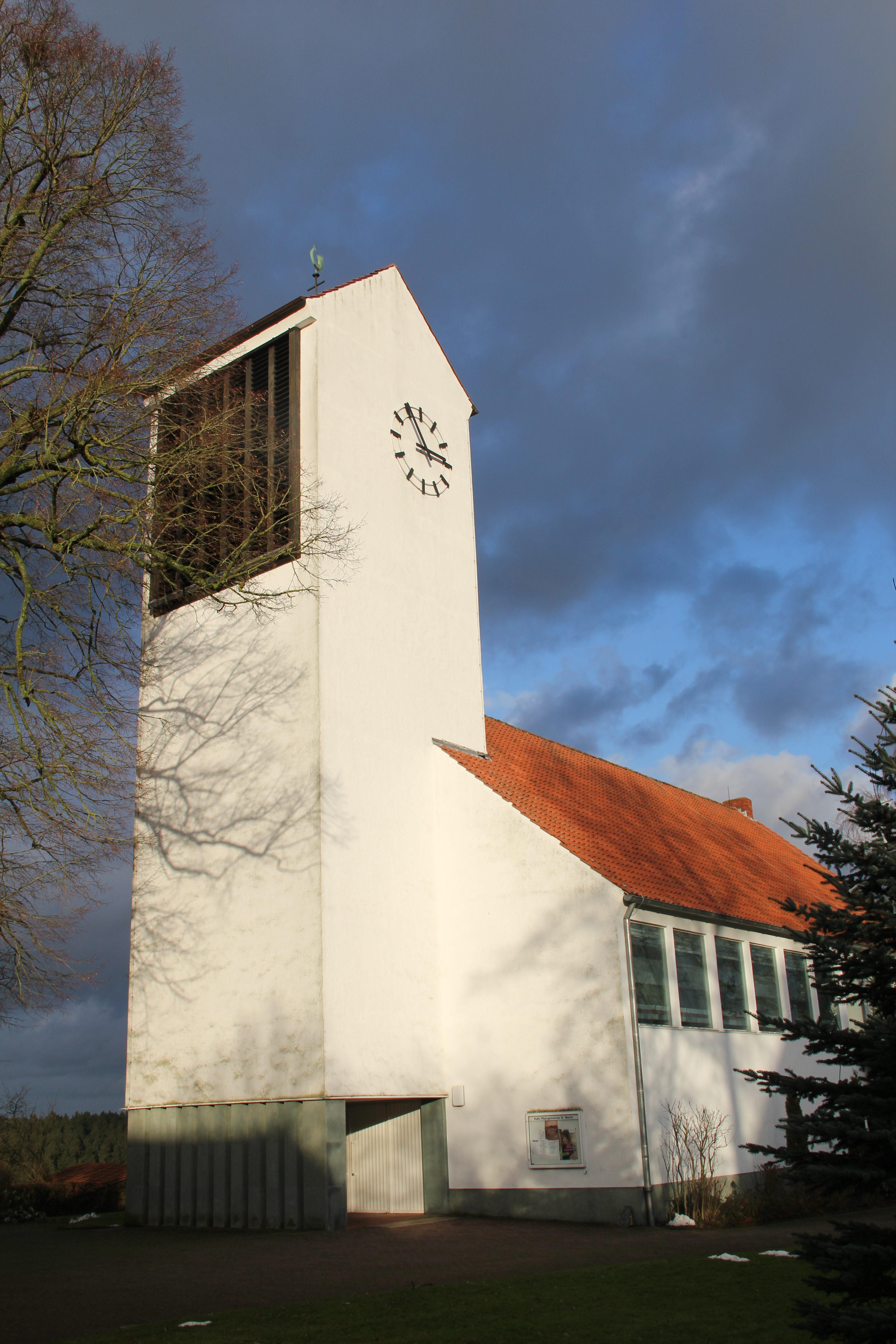
Kirche St. Martin in Altenbergen